# Szemantikai hiba
A szemantikai hiba programozáskor egy algoritmus rossz implementálásából ered. Akkor beszélünk szemantikai hibáról, ha a program lefordul, elindul, de nem azt csinálja, amit a programozó szeretne, esetleg a program futása közben hiba miatt meg is áll. Ezt a futtatás közbeni hibát jellemzően a programozó veszi észre tesztelés közben. Ez úgy történik, hogy fejlesztő elindítja a programot, megadja kívánt bemeneti adatokat, ami az algoritmus futásához szükséges, de a kimeneten már nem az jelenik meg, amit a programozó vár, akkor - bár a program szintaktikailag helyes, a fordító elfogadta - mégis a program szemantikai hibát tartalmaz.
Más esetekben a program nem rossz eredményt ad, hanem valamilyen szabálytalan műveletet hajt végre, és ezért automatikusan leáll futási hibával (angolul Runtime Error).  Ez azonban általában könnyebben megtalálható hiba, mint az előzőekben leírt hibás végeredményt szolgáltató hiba, ugyanis ha a programozó nem tudja, hogy pontosan milyen eredménynek kell megjelennie a bemeneti adatokra, akkor lehetséges, hogy a hibát észre sem veszi, míg utóbbi esetben, ez egyértelműen kiderül.